# Tour della nazionale maschile di rugby a 15 dell'Inghilterra 2003
Il tour in Australasia della Nazionale maggiore inglese di rugby fu l'ultima uscita della formazione di Clive Woodward prima della Coppa del Mondo di rugby 2003 in programma in Australia a ottobre; in tale tour erano previsti due test match contro All Blacks e Wallabies e un incontro con i New Zealand Māori.
Parallelamente, la Nazionale A, le seconde scelte, fu mandata in Giappone per una serie di incontri contro la Nazionale maggiore di quel Paese, e le England Counties, selezione composta da giocatori militanti al massimo in seconda divisione nazionale, effettuò un breve tour tra Romania e Francia.
Mentre la Nazionale di Woodward e la seconda squadra fecero l'en plein tra Australasia e Giappone, i giovani delle English Counties pareggiarono la serie contro la Romania e persero a Blagnac contro la Nazionale francese Amatori.

## Gli incontri
Il primo incontro della serie, preparatorio ai due test match, fu contro i New Zealand Māori, che schieravano cinque elementi della Nazionale maggiore; ciononostante l'Inghilterra concesse solo tre calci piazzati agli avversari e vinse 23-9 con mete di Simon Shaw e Dan Luger e la precisione al piede di Paul Grayson, autore di 13 punti.
Il primo test match, disputato a Wellington contro gli All Blacks, vide un'Inghilterra tenere testa agli avversari nel primo tempo grazie a due calci piazzati di Wilkinson, pareggiati da Spencer; nella ripresa, ancora Wilkinson portò l'Inghilterra avanti 15-6 prima che una meta di Doug Howlett, trasformata da Spencer, riportasse la Nuova Zelanda sotto di due punti con ancora un quarto d'ora da giocare; ciononostante, la fisicità inglese riuscì ad avere la meglio e il risultato non cambiò più; quella dell'Inghilterra fu l'ultima vittoria contro gli All Blacks per i successivi nove anni e mezzo; si dovette attendere il tour neozelandese del 2012, infatti, per rivedere i Bianchi battere la Nazionale oceaniana.
Una settimana più tardi, a Melbourne, gli inglesi si ripeterono: in controllo del match contro l'Australia fin dall'inizio, la squadra di Woodward mise a terra tre mete con Will Greenwood, Mike Tindall e Ben Cohen, e solo la meta australiana di Wendell Sailor servì a ridurre la portata della sconfitta: gli inglesi si aggiudicarono la prima vittoria in assoluto contro gli Wallabies sul terreno interno di questi ultimi.
L'Inghilterra A in Giappone fu impegnata in due incontri senza valenza di test match contro i padroni di casa (che tuttavia riconobbero il cap ai propri giocatori); tra i giocatori utilizzati nel doppio incontro (il primo vinto 37-10, il secondo 55-20) anche alcuni futuri protagonisti della Nazionale maggiore, come Iain Balshaw, di lì a pochi mesi vincitore della Coppa del Mondo di rugby 2003, e Olly Barkley, finalista nella Coppa del Mondo di rugby 2007).
Le England Counties affrontarono in una serie di due incontri la Nazionale A rumena e successivamente quella maggiore; a Costanza vinsero 26-24 mentre contro la maggiore a Bucarest persero 45-23.
In Francia, a Blagnac, furono sconfitte 24-26 dalla selezione Amatori.

## Risultati

### I test match
| Arbitro: | Stuart Dickinson |

|                   |      |                              |
| 63' Howlett       | mt   |                              |
| 63' Spencer       | tr   |                              |
| 12' e 36' Spencer | c.p. | 2', 25', 44' e 56' Wilkinson |
|                   | drop | 61' Wilkinson                |

| Arbitro: | David McHugh |

|                    |      |                                      |
| 78' Sailor         | mt   | 6' Greenwood, 30' Tindall, 64' Cohen |
|                    | tr   | 6' e 64' Wilkinson                   |
| 9', 43' e 45' Roff | c.p. | 50' e 80' Wilkinson                  |

### Gli altri incontri
| Arbitro: | Paddy O'Brien |

|                       |      |                       |
|                       | mt   | 9' Shaw, 76' Luger    |
|                       | tr   | 9' e 76' Grayson      |
| 6', 26' e 52' Jackson | c.p. | 19' 42' e 71' Grayson |

### England Counties
| Costanza 11 giugno 2003, ore 17 UTC+2 | Romania A | 24 – 26 | England Counties |  |

| Bucarest 14 giugno 2003, ore 20 UTC+2 | Romania XV | 45 – 23 | England Counties |  |

| Blagnac 28 giugno 2003, ore 19 UTC+1 | Francia Amatori | 26 – 24 | England Counties | Stadio Ernest Argelès |

### Inghilterra A
| Arbitro: | Scott Young |

|        |      |                                                 |
| Ohata  | mt   | Anglesea, Barkley (2), Christophers, Scarbrough |
| Hirose | tr   | Barkley (3)                                     |
| Hirose | c.p. | Barkley (2)                                     |

| Arbitro: | Kelvin Deaker |

|                |      |                                                                           |
| Nanba, Yoshida | mt   | Wood (2), M. Worsley, Balshaw (2) Green, Simpson-Daniel, Hatley, Johnston |
| Hirose 2       | tr   | Walder (5)                                                                |
| Hirose 2       | c.p. |                                                                           |